# Estación de Agres
Agres es un apeadero ferroviario situado en el municipio español de Agres, en la provincia de Alicante, Comunidad Valenciana. Cuenta con servicios de media distancia operados por Renfe

## Situación ferroviaria
La estación se encuentra en el punto kilométrico 47,8 de la línea férrea de ancho ibérico que une Játiva con Alcoy a 594,49 metros de altitud, entre las estaciones de Onteniente y de Cocentaina.
Formó también parte de la desaparecida línea de ancho métrico Cieza-Villena, pk 92,4.

## Historia
La estación fue abierta al tráfico en 1904 con la apertura del último tramo de la línea que pretendía unir Játiva con Alcoy que discurría entre Onteniente y Alcoy. La difícil orografía hizo que este tramo se retrasará más de 10 años en relación con el resto del trazado. Si bien las obras fueron realizadas por Norte la concesión original la obtuvo el Marqués de Campo quien acordó la explotación inicial a través de la Sociedad de los Ferrocarriles de Almansa a Valencia y Tarragona (AVT). La incapacidad de esta última por cumplir los plazos de entrega acordados llevaron a que la línea fuera cedida a Norte.
Junto a la estación de «Norte», Agres contó con otra estación, está vez de ancho métrico propiedad de los Ferrocarriles de Villena a Alcoy y Yecla (VAY). Este recinto se construyó en 1909 y se mantuvo operativo hasta 1969, ofreciendo una conexión con el ferrocarril de vía ancha.
En 1941, tras la nacionalización de la red ferroviaria de ancho ibérico, la estación de ancho ibérico pasó a ser gestionada por RENFE. Desde enero de 2005 Adif es la titular de las instalaciones ferroviarias.

## Servicios ferroviarios

### Media Distancia
Los trenes de media distancia de Renfe cubren el trayecto Valencia-Alcoy. La frecuencia diaria varía entre los 2 y 4 trenes en cada sentido. 
| Línea MD | Trenes   | Origen/Destino |  | Destino/Origen |
| -------- | -------- | -------------- |  | -------------- |
| 47       | Regional | Valencia-Norte |  | Alcoy          |